# Măguri-Răcătău
Măguri-Răcătău est une commune de Transylvanie, en Roumanie, dans le județ de Cluj. Elle comprend les villages de Răcătău, Măguri et Muntele Rece.